# Cheiramiona mlawula
Cheiramiona mlawula là một loài nhện trong họ Miturgidae.
Loài này thuộc chi Cheiramiona. Cheiramiona mlawula được miêu tả năm 2003 bởi Lotz.